# 裘開明
裘開明博士（英語：Alfred Kaiming Chiu, 1898年3月11日—1977年11月13日）是一位美籍华人圖書館學家，漢和圖書分類法發明者。

## 生平
1898年生於浙江鎮海，武昌文華大學圖書科畢業後，任厦门大学图书馆館長。其後留學美國，獲哈佛大學碩士和博士學位。他在哈佛大學圖書館整理中文和日文藏書，並成為哈佛燕京圖書館首任館長。1966年至1970年，任香港中文大學圖書館首任館長。
1977年11月13日在马萨诸塞州剑桥逝世，享年79岁。

## 家庭
裘开明之妻曾宪文（Katherine Tseng）亦为图书馆学家，是美国圣公会牧师曾兰友之女。